# Таран, Татьяна Архиповна
Татья́на Архи́повна Тара́н (4 декабря 1946, Александровск-Сахалинский, СССР — 17 мая 2007, Киев, Украина) — украинский математик, крупный учёный в области искусственного интеллекта.

## Биография
Татьяна Архиповна родилась 4 декабря 1946 года в Александровске-Сахалинском (Сахалинская область, РСФСР) в семье военнослужащего. Вскоре вместе с семьёй переехала в Севастополь. В 1964 году Татьяна Таран окончила школу с золотой медалью и поступила в Севастопольский приборостроительный институт на специальность «математические счетно-вычислительные приборы и устройства». В 1969 году она получила диплом с отличием и квалификацию инженера-математика.
После получения высшего образования Татьяна Таран переехала в Киев, где работала в Институте сверхтвердых материалов и Институте автоматики. С 1971 по 1973 год училась в аспирантуре КПИ. После этого её работа была связана с кафедрой прикладной математики Киевского политехнического института, где она прошла путь от ассистента до профессора. По двум изданиям её учебника «Основы дискретной математики» обучилось несколько поколений студентов.
Начиная с КИИ-94 в Рыбинске, где она стала членом Российской ассоциации искусственного интеллекта, Татьяна Архиповна быстро вошла в число ведущих специалистов по искусственному интеллекту. В 1998 году Д. А. Поспелов одобрил её докторскую диссертацию, которую она защитила в 1999 году.
Будучи тяжело больной, она сумела закончить (совместно с Д. А. Зубовым) первый учебник по искусственному интеллекту на русском языке «Искусственный интеллект: теория и приложения», который издан в 2006 году в Луганске.

## Научная деятельность
Татьяна Архиповна Таран — доктор технических наук, профессор НТУУ «КПИ», член Ассоциации создателей и пользователей интеллектуальных систем (Украина), Российской Ассоциации искусственного интеллекта, Европейского Координационного Комитета по искусственному интеллекту, Общества конфликтологов Украины, член редколлегии журналов «Новости искусственного интеллекта» и «Рефлексивные процессы и управление» (Москва, Россия). Татьяна Архиповна является  автором 130 публикаций, среди которых 4 книги, 12 учебных пособий и 114 статей на трех языках: украинском, русском и английском, в том числе 11 публикаций в изданиях США и Западной Европы.
Круг научных интересов Татьяны Таран:
- формализация рассуждений,
- логика аргументации,
- представление знаний,
- анализ формальных понятий,
- многоагентные системы,
- когнитивный анализ ситуаций,
- математическая психология,
- рефлексивное управление,
- принятие решений в конфликтных ситуациях,
- обучающие системы,
- новые модели рефлексивного агента.

Последние её исследования были посвящены применению методов интеллектуального анализа общественных процессов. Некоторые работы она написала совместно с психологами, социологами и конфликтологами.

## Конференция «Интеллектуальный анализ информации»
Татьяна Архиповна организовала, а затем была бессменным организатором и руководителем ежегодной международной научной конференции (до 2005 года — украинско-российский научный семинар) «Интеллектуальный анализ информации», которая проходит на базе НТУУ «КПИ» с 2001 года. Сейчас конференции присвоено её имя.

## Избранные публикации
- Таран Т.А. Основы дискретной математики. К.: Просвіта. 2003. – 288 с.

- Искусственный интеллект. Теория и приложения [Текст] : [Учеб.] / Т.А. Таран, Д.А. Зубов ; Восточноукр. нац. ун-т им. В. Даля. - Луганск : [б. и.], 2006. - 239 с. - ISBN 966-590-591-0 : 23.00 грн. УДК 	004.8(075.8)